# Leptopelis
Leptopelis är ett släkte av groddjur. Leptopelis ingår i familjen Arthroleptidae.

## Dottertaxa tillLeptopelis, i alfabetisk ordning[1]
- Leptopelis anchietae
- Leptopelis argenteus
- Leptopelis aubryi
- Leptopelis barbouri
- Leptopelis bequaerti
- Leptopelis bocagii
- Leptopelis boulengeri
- Leptopelis brevipes
- Leptopelis brevirostris
- Leptopelis bufonides
- Leptopelis calcaratus
- Leptopelis christyi
- Leptopelis concolor
- Leptopelis crystallinoron
- Leptopelis cynnamomeus
- Leptopelis fenestratus
- Leptopelis fiziensis
- Leptopelis flavomaculatus
- Leptopelis gramineus
- Leptopelis jordani
- Leptopelis karissimbensis
- Leptopelis kivuensis
- Leptopelis lebeaui
- Leptopelis mackayi
- Leptopelis macrotis
- Leptopelis marginatus
- Leptopelis millsoni
- Leptopelis modestus
- Leptopelis mossambicus
- Leptopelis natalensis
- Leptopelis nordequatorialis
- Leptopelis notatus
- Leptopelis occidentalis
- Leptopelis ocellatus
- Leptopelis omissus
- Leptopelis oryi
- Leptopelis palmatus
- Leptopelis parbocagii
- Leptopelis parkeri
- Leptopelis parvus
- Leptopelis ragazzii
- Leptopelis rufus
- Leptopelis spiritusnoctis
- Leptopelis susanae
- Leptopelis uluguruensis
- Leptopelis vannutellii
- Leptopelis vermiculatus
- Leptopelis viridis
- Leptopelis xenodactylus
- Leptopelis yaldeni
- Leptopelis zebra